# Ein Pyjama für zwei
Ein Pyjama für zwei (Lover Come Back) ist eine US-amerikanische Filmkomödie des Regisseurs Delbert Mann aus dem Jahr 1961 mit Doris Day und Rock Hudson in den Hauptrollen. Der Film ist die zweite von drei Liebeskomödien, die Doris Day und Rock Hudson gemeinsam zeigt. Sie konnten damit an den Erfolg von Bettgeflüster anschließen. Im Jahr 1964 folgte die Komödie Schick mir keine Blumen.

## Handlung
Jerry Webster und Carol Templeton sind rivalisierende Werbefachleute. Jerry geht bei seinen Geschäften recht skrupellos vor, um sich neue Kunden zu sichern, während Carol ihre Klienten mit Kompetenz und Fachwissen ködert. Seinen dauernd zitierten Ethikkodex Veritas et Nobilitas, super omnia (lat. Wahrheit und Ehre über alles) straft Webster durch sein Verhalten ständig Lügen. Eines Tages schnappt er ihr einen Werbeauftrag vor der Nase weg, in dem er für einen potenziellen Klienten eine Feier mit Alkohol und Showgirls austragen lässt sowie vorlügt, dass ihre beiden Großväter zusammen im Sezessionskrieg auf der Seite der Konföderierten gekämpft hätten. Kurz darauf lässt selbiger potenzieller Kunde, offensichtlich betrunken, Templeton, die mit einem umfangreichen Angebot inklusive modernem Neudesign des Produktes aufwartet, abblitzen ohne Interesse zu zeigen.
Mithilfe der bei der Party ebenfalls anwesenden Tänzerin Rebel Davis als Zeugin zeigt Templeton dann Webster beim Werbefachverband an. Als ihr dieser jedoch eine Rolle in einem Werbespot für ein imaginäres Produkt namens VIP verspricht, verführt sie in der Verhandlung die Mitglieder des Verbandes und singt ein regelrechtes Loblied auf Websters guten Charakter, woraufhin er freigesprochen wird, ohne bei dem Verfahren anwesend zu sein. Nachdem er einen solchen Werbefilm tatsächlich dreht, um Davis zu täuschen, wird dieser durch einen Fehler des unter einem Vaterkomplex leidenden Firmenchefs Peter Ramsey versehentlich ausgestrahlt.
Webster muss nun irgendein Produkt finden, um weiteren Problemen zu entgehen, also gibt er bei dem Chemiker Linus Tyler, dem er bei der Entwicklung völlig freie Hand lässt, ein solches in Auftrag. Bei ihren Nachforschungen gelangt Carol Templeton in das Labor des Chemikers, wo sich zur selben Zeit auch Jerry Webster befindet. Kurzentschlossen gibt sich Webster selbst als Chemiker und Erfinder von VIP aus.
In den folgenden Tagen versucht Carol Templeton der Werbeagentur Websters den VIP-Werbeauftrag auszuspannen, indem sie den vermeintlichen Chemiker umgarnt. Dabei lässt sich Webster in der Rolle des Chemikers von ihr aushalten, mit Wein, Abendessen, Golfspiel und Strandbesuchen. Webster nutzt die Unwissenheit von Carol auch aus, um an ihre Werbeslogans zu gelangen, die sie ihm frei Haus liefert. Als ihr Chef mit einem Freund über Templetons Versuche, Tyler als Kunden zu gewinnen spricht, kommen bei diesem jedoch Zweifel auf: er kennt den Chemiker und hält es aufgrund dessen frauenfeindlicher Einstellung für unwahrscheinlich, dass sich dieser so eng mit Templeton umgibt. Tatsächlich sprechen die beiden mit Tyler, der bestätigt, dass er die Frau überhaupt nicht kennt. Templeton wird telefonisch entlassen und entlarvt danach die wahre Identität des vermeintlichen Chemikers.
Da sie hiermit auch aufklärt, dass das Produkt VIP nicht existiert, zeigt sie ihn erneut beim Werbefachverband an. Mittlerweile erfindet der echte Chemiker allerdings das Produkt, welches zunächst nach einem handelsüblichen Bonbon aussieht, das, wenn es in der Blutbahn angekommen ist, allerdings einen starken Alkoholrausch auslöst. Nach der Verkostung und deren Folgen wachen Webster und Templeton  gemeinsam in einem Hotelzimmer in Maryland auf – wobei sich beide einen Pyjama teilen und miteinander verheiratet sind.
Am nächsten Tag platzen dann so ziemlich alle Lügenkonstrukte und Carol Templeton lässt die Ehe annullieren. Webster ist inzwischen jedoch klar geworden, dass er sie liebt, weshalb er über die Entwicklung der Ereignisse deprimiert ist. Er wird kurz danach von Vertretern der Spirituosenindustrie aufgesucht, die ihm Geld für die Vernichtung der VIP-Formel bieten. Er einigt sich stattdessen mit ihnen, Carol Templeton mit 25 % an ihren Einnahmen zu beteiligen. Erst neun Monate später stimmt diese der Heirat – auf der Liege und auf dem Weg in den Kreißsaal – zu. Die gemeinsame Nacht unter dem Einfluss von VIP blieb nicht ohne Folgen.

## Synchronfassung
Die Synchronfassung entstand bei der Berliner Synchron GmbH Wenzel Lüdecke. Das Dialogbuch schrieb Fritz A. Koeniger. Die Regie übernahm Klaus von Wahl.
| Darsteller      | Rolle                     | Synchronsprecher      |
| --------------- | ------------------------- | --------------------- |
| Doris Day       | Carol Templeton           | Edith Schneider       |
| Rock Hudson     | Jerry Webster             | Gert Günther Hoffmann |
| Tony Randall    | Peter Ramsey              | Ottokar Runze         |
| Edie Adams      | Rebel Davis               | Käte Jaenicke         |
| Jack Oakie      | J. Paxton Miller          | Klaus W. Krause       |
| Jack Kruschen   | Dr. Linus Tyler           | Wolfgang Lukschy      |
| Joe Flynn       | Hadley                    | Helmut Ahner          |
| Howard St. John | Mr. Brooks                | Curt Ackermann        |
| Ann B. Davis    | Millie, Carols Sekretärin | n.n.                  |
| Karen Norris    | Kelly, Jerrys Sekretärin  | Agi Prandhoff         |
| Jack Albertson  | Fred (Erster Mann)        | n.n.                  |
| Charles Watts   | Charlie (Zweiter Mann)    | Benno Hoffmann        |

## Kritiken
„Rock Hudson und Doris Day in einer Liebeskomödie, die den Erfolg von Bettgeflüster so getreu wie möglich in der Welt der Werbeagenturen zu wiederholen versucht [...] Starkino mit routiniertem Witz.“

„[…] spritzige Sexkomödie voller Wortwitz und Situationskomik; sehenswert allein schon Doris Days ständig überrascht-verbiestert-pikierte Mimik. (Wertung: 2 von 4 möglichen Sternen – durchschnittlich)“

## Auszeichnungen
- Der Film wurde 1962 für den Oscar für das beste Drehbuch nominiert.
- Der Film erhielt 1962 einen Laurel Award als Komödie des Jahres und Doris Day als beste komödiantische Darstellerin des Jahres.

## Sonstiges
Der Kinostart von Ein Pyjama für zwei war in Deutschland am 2. März 1962, die Erstausstrahlung im Fernsehen am 19. April 1974 um 20.15 Uhr in der ARD.